# 이용삼
이용삼(李龍三, 1957년 9월 12일~2010년 1월 20일)은 대한민국의 법조인, 정치인이다.
이용삼은 1957년 9월 12일 강원도 화천군 간동면 구만리에서 황해도 출신 아버지와 화천군 출신 어머니 사이에 태어났다.
'용삼'이란 이름은 이용삼의 어머니가 용 3마리가 나오는 태몽을 꿔 용삼이라는 이름을 지어주었다. 수산청에서 근무하다 1985년 제27회 사법시험에 합격해 변호사가 되었다.
1993년 6월 11일 보궐선거로 강원도 화천, 철원 지역구 민자당 소속 의원으로 당선되며 15대 총선에도 신한국당 후보로 재선되었다. 1997년 11월 3일 신한국당을 탈당해 이인제가 창당한 국민신당에 입당해 원내총무로 지냈으며, 1998년 8월 29일 새정치국민회의가 국민신당과 통합을 하며 새정치국민회의 소속의원이 되었다. 2000년 16대 총선에 당선(새천년민주당. 3선)되며, 최연소 국회행정자치위원회위원장에 선출되었다. 17대 총선에서도 출마를 했으나 노무현 대통령 탄핵 당시에 찬성표를 던져 낙선되었다. 하지만 18대 총선에서 당선되어 4년 만에 국회에 진출하였다.
제18대 국회의원 당선 약 1년 8개월 후인 2010년 1월 20일 오전 8시 25분 쯤에 서울아산병원에서 위암으로 사망하였다.

## 학력
- 강원대학교 대학원 헌법 박사
- 강원대학교 대학원 행정학 석사
- 한국방송통신대학교 행정학 학사
- 고등학교 졸업학력 검정고시 합격
- 김화공업고등학교 중퇴
- 김화중학교 졸업
- 화천 와수초등학교 졸업

## 경력
- 2008년 5월: 제18대 민주당 국회의원
- 2007년 3월 ~ 2008년 3월: 상지대학교 겸임교수
- 2006년 11월: 굿모닝 코리아 칭다오 대표처 대표 변호사
- 2002년: 굿모닝코리아 대표변호사
- 2000년: 제16대 새천년민주당 국회의원(강원 철원·화천·양구)
- 1996년: 제15대 국회의원(신한국당, 강원 철원·화천·양구)
- 1995년: 민자당 수석 부대변인
- 1995년: 신한국당 국회의원
- 1993년: 제14대 국회의원(민자당, 강원 철원·화천 보궐)[4]
- 1985년: 제27회 사법시험 합격(사법연수원 17기 수료)
- 이용삼·이주영 합동 법률 사무소 변호사

## 역대 선거 결과
|  | 20.63% |

|  | 60.3% |

|  | 47.91% |

|  | 46.15% |

|  | 26.28% |

|  | 45.00% |

## 소속 정당
| 소속 정당 | 소속 정당      | 소속 기간 | 비고           |
| --------- | -------------- | --------- | -------------- |
|           | 무소속         | 1992~1993 | 정계 입문      |
|           | 민주자유당     | 1993~1995 | 입당           |
|           | 신한국당       | 1995~1997 | 당명 변경      |
|           | 무소속         | 1997      | 탈당           |
|           | 국민신당       | 1997~1998 | 창당           |
|           | 새정치국민회의 | 1998~2000 | 합당           |
|           | 새천년민주당   | 2000~2005 | 합당           |
|           | 민주당         | 2005~2007 | 당명 변경      |
|           | 중도통합민주당 | 2007      | 합당           |
|           | 민주당         | 2007~2008 | 당명 변경      |
|           | 통합민주당     | 2008      | 합당           |
|           | 민주당         | 2008~2010 | 당명 변경 사망 |

## 같이 보기
- 양구군의 국회의원
- 인제군의 국회의원
- 철원군·화천군·양구군 (1996년 선거구)
- 철원군·화천군·양구군·인제군
- 철원군의 국회의원
- 화천군·철원군
- 화천군의 국회의원